# Arcidiocesi di Seul
L'arcidiocesi di Seul (in latino Archidioecesis Seulensis) è una sede metropolitana della Chiesa cattolica in Corea. Nel 2023 contava 1.533.482 battezzati su 9.707.619 abitanti. È retta dall'arcivescovo Peter Chung Soon-taek, O.C.D.

## Territorio
L'arcidiocesi comprende l'area metropolitana di Seul in Corea del Sud e le province di Hwanghae Settentrionale e Hwanghae Meridionale in Corea del Nord.
Sede arcivescovile è la città di Seul, dove si trova la cattedrale dell'Immacolata Concezione di Maria, chiamata anche cattedrale di Myeong-dong (명동성당) dal nome del quartiere in cui sorge.
Il territorio è suddiviso in 232 parrocchie.

## Storia
Il vicariato apostolico di Corea fu eretto il 9 settembre 1831 con il breve Ex debito di papa Gregorio XVI, ricavandone il territorio dalla diocesi di Pechino (oggi arcidiocesi). Inizialmente estendeva la sua giurisdizione alla Corea e al Giappone, fino a quando, il 27 marzo 1846, il Giappone fu eretto in vicariato apostolico autonomo.
L'8 aprile 1911 il vicariato apostolico assunse il nuovo nome di Seul ed al contempo cedette parte del proprio territorio a vantaggio dell'erezione del vicariato apostolico di Taiku (oggi arcidiocesi di Daegu).
Il 10 marzo 1962 il vicariato apostolico fu elevato al rango di arcidiocesi metropolitana con la bolla Fertile Evangelii semen di papa Giovanni XXIII.
Diocesi madre di Corea, che inizialmente comprendeva tutto il territorio della penisola, a più riprese ha ceduto porzioni del proprio territorio a vantaggio dell'erezione di molte circoscrizioni ecclesiastiche coreane, e precisamente:
- il vicariato apostolico di Wonsan (oggi diocesi di Hamhung) il 5 agosto 1920;
- la prefettura apostolica di Hpyeng-yang (oggi diocesi di Pyongyang) il 17 marzo 1927;
- la prefettura apostolica di Shunsen (oggi diocesi di Chuncheon) il 25 aprile 1939;
- i vicariati apostolici di Cheongju e di Daijeon (oggi entrambe diocesi) il 23 giugno 1958;
- il vicariato apostolico di Incheon (oggi diocesi) il 6 giugno 1961;
- la diocesi di Suwon il 7 ottobre 1963;
- la diocesi di Uijongbu il 24 giugno 2004.

Dal 1975 l'arcivescovo di Seul è anche amministratore apostolico della diocesi di Pyongyang, sua suffraganea, nel territorio della Corea del Nord.

## Cronotassi dei vescovi
Si omettono i periodi di sede vacante non superiori ai 2 anni o non storicamente accertati.
- Barthélemy Bruguière, M.E.P. † (9 settembre 1831 - 20 ottobre 1835 deceduto)
- San Laurent-Joseph-Marius Imbert, M.E.P. † (26 aprile 1836 - 21 settembre 1839 deceduto)
  - Sede vacante (1839-1843)
- Jean-Joseph-Jean-Baptiste Ferréol, M.E.P. † (14 agosto 1843 - 3 febbraio 1853 deceduto)
- San Siméon-François Berneux, M.E.P. † (5 agosto 1854 - 8 marzo 1866 deceduto)
- San Marie-Nicolas-Antoine Daveluy, M.E.P. † (8 marzo 1866 succeduto - 30 marzo 1866 deceduto)
  - Sede vacante (1866-1869)
- Félix-Clair Ridel, M.E.P. † (27 aprile 1869 - 20 giugno 1884 deceduto)
- Marie-Jean-Gustave Blanc, M.E.P. † (20 giugno 1884 succeduto - 21 febbraio 1890 deceduto)
- Gustave Mutel, M.E.P. † (2 settembre 1890 - 22 gennaio 1933 deceduto)
- Adrien-Joseph Larribeau, M.E.P. † (23 gennaio 1933 succeduto - 5 gennaio 1942 dimesso[6])
- Paul Kinam Ro † (10 novembre 1942 - 23 marzo 1967 dimesso[7])
- Stephen Kim Sou-hwan † (9 aprile 1968 - 3 aprile 1998 ritirato)
- Nicholas Cheong Jin-suk † (3 aprile 1998 - 10 maggio 2012 ritirato)
- Andrew Yeom Soo-jung (10 maggio 2012 - 28 ottobre 2021 ritirato)
- Peter Chung Soon-taek, O.C.D., dal 28 ottobre 2021

## Statistiche
L'arcidiocesi nel 2023 su una popolazione di 9.707.619 persone contava 1.533.482 battezzati, corrispondenti al 15,8% del totale.
| anno | popolazione | popolazione | popolazione | presbiteri | presbiteri | presbiteri | presbiteri                | diaconi | religiosi | religiosi | parrocchie |
| anno | battezzati  | totale      | %           | numero     | secolari   | regolari   | battezzati per presbitero | diaconi | uomini    | donne     | parrocchie |
| ---- | ----------- | ----------- | ----------- | ---------- | ---------- | ---------- | ------------------------- | ------- | --------- | --------- | ---------- |
| 1949 | 65.882      | 5.752.000   | 1,1         | 81         | 81         |            | 813                       |         |           | 250       | 46         |
| 1970 | 156.722     | 5.953.481   | 2,6         | 263        | 183        | 80         | 595                       |         | 190       | 824       | 58         |
| 1980 | 349.314     | 8.872.133   | 3,9         | 282        | 183        | 99         | 1.238                     |         | 249       | 906       | 103        |
| 1990 | 915.813     | 11.511.038  | 8,0         | 415        | 287        | 128        | 2.206                     |         | 369       | 1.729     | 138        |
| 1999 | 1.253.392   | 12.262.602  | 10,2        | 739        | 554        | 185        | 1.696                     |         | 475       | 2.319     | 203        |
| 2000 | 1.299.904   | 12.358.958  | 10,5        | 827        | 651        | 176        | 1.571                     |         | 505       | 2.399     | 216        |
| 2001 | 1.341.528   | 12.497.135  | 10,7        | 807        | 607        | 200        | 1.662                     |         | 524       | 2.168     | 227        |
| 2002 | 1.370.021   | 12.488.158  | 11,0        | 817        | 617        | 200        | 1.676                     |         | 523       | 2.520     | 238        |
| 2003 | 1.409.022   | 12.519.153  | 11,3        | 873        | 658        | 215        | 1.614                     |         | 546       | 2.230     | 248        |
| 2004 | 1.247.150   | 10.207.295  | 12,2        | 836        | 591        | 245        | 1.491                     |         | 576       | 2.102     | 197        |
| 2010 | 1.406.710   | 10.464.051  | 13,4        | 925        | 655        | 270        | 1.520                     |         | 503       | 1.774     | 219        |
| 2014 | 1.472.815   | 10.143.645  | 14,5        | 908        | 683        | 225        | 1.622                     |         | 445       | 1.837     | 229        |
| 2017 | 1.521.241   | 9.930.616   | 15,3        | 989        | 756        | 233        | 1.538                     |         | 432       | 1.935     | 229        |
| 2020 | 1.528.876   | 10.034.529  | 15,2        | 1.074      | 810        | 264        | 1.423                     |         | 445       | 1.966     | 232        |
| 2022 | 1.534.887   | 9.765.869   | 15,7        | 1.108      | 820        | 288        | 1.385                     |         | 474       | 1.972     | 232        |
| 2023 | 1.533.482   | 9.707.619   | 15,8        | 1.117      | 833        | 284        | 1.372                     |         | 468       | 1.931     | 232        |